# راي هسلل
راي هسلل هو عضو المجلس المحلي ‏ وسياسي بريطاني، ولد في 1943 في وست بروميتش في المملكة المتحدة، وتوفي في 2017 في إرينجتون في المملكة المتحدة بسبب نوبة قلبية. نشط حزبياً في الديمقراطيون الليبراليون. وقد انتخب Lord Mayor of Birmingham ‏ (2015 – 2016).